# مراجعة إسلامية (مجلة)
مجلة المراجعة الإسلامية (1913-1971) كانت المجلة الرسمية للأحمدية ، صدرت في البداية عن بعثة المسلمين في ووكينج ، ثم عن الجماعة الأحمدية اللاهورية ، في كاليفورنيا (1980-1989).[بحاجة لمصدر] تأسست في لندن على يد خواجة كمال الدين. كانت في الأصل مجلة الهند الإسلامية والمراجعة الإسلامية، وغُير الاسم في عام 1914 إلى المراجعة الإسلامية والهند الإسلامية لتعكس الاهتمامات الإسلامية الأوسع، وفي عام 1921 أصبحت ببساطة المجلة الإسلامية. اكتسبت المجلة شعبية بين النخبة الاجتماعية المسلمة الناطقة باللغة الإنجليزية في أوروبا والولايات المتحدة وفي جميع أنحاء الإمبراطورية البريطانية، وفي بعض البلدان التي وُزعَت فيها، أعيد طباعة مقالاتها واقتباسها في الصحف الإسلامية المحلية. وُزعَت الصحيفة مجانًا. في حزيران/يونيو 1950، ظهرت رباب الكاظمي في إحدى المقالات عن الشاعرات.

## طالع أيضًا
- مراجعة الأديان
- شروق الشمس المسلم

## روابط خارجية
- أرشيف مسلمي ووكينغ (ملفات PDF للنشر)
- صفحة البحث في موقع الأحمدية